# Тарделькуенде
Тарделькуенде (ісп. Tardelcuende) — муніципалітет в Іспанії, у складі автономної спільноти Кастилія-і-Леон, у провінції Сорія. Населення — 512 осіб (2010).
Муніципалітет розташований на відстані близько 160 км на північний схід від Мадрида, 24 км на південний захід від Сорії.
На території муніципалітету розташовані такі населені пункти: (дані про населення за 2010 рік)
- Каскахоса: 17 осіб
- Осонілья: 4 особи
- Тарделькуенде: 491 особа

## Демографія
Динаміка населення (INE ):

## Галерея зображень

Розташування муніципалітету Тарделькуенде